# 츠바키 산주로
츠바키 산주로(椿三十郞, Tsubaki Sanjuro)는 일본에서 제작된 구로사와 아키라 감독의 1962년 액션, 모험, 드라마 영화이다. 미후네 도시로 등이 주연으로 출연하였다.

## 출연

### 주연
- 미후네 도시로
- 나카다이 타츠야

### 조연
- 코바야시 케이쥬
- 가야마 유조
- 댄 레이코

## 제작진
- 원작자: 야마모토 슈고로
- 미술: 무라키 요시로
- Ass-PD: 키쿠시마 류조
- Ass-PD: 타나카 토모유키